# 南湾水库灌区
南湾水库灌区是中国河南省信阳的一个灌区，其水源为师河。灌区设计面积74.7万亩，实际面积为62.7万亩，进水闸设计流量为74立方米每秒。